# 16244 Brož
16244 Brož è un asteroide della fascia principale. Scoperto nel 2000, presenta un'orbita caratterizzata da un semiasse maggiore pari a 2,3232804 UA e da un'eccentricità di 0,2624853, inclinata di 3,82004° rispetto all'eclittica.